# Mark Daigneault
Mark Daigneault, né le 23 février 1985 à Leominster dans le Massachusetts, est un entraîneur américain de basket-ball, actuellement à la tête du Thunder d'Oklahoma City, au sein de la National Basketball Association (NBA).
Il est élu NBA Coach of the Year lors de la saison NBA 2023-2024 et remporte le championnat lors de la saison 2024-2025.

## Carrière d'entraîneur
De 2003 à 2007, il est student manager au sein des Huskies du Connecticut en NCAA. Après avoir obtenu son bachelor en éducation, Daigneault a l’intention d’obtenir un master, mais Jim Calhoun et George Blaney lui ont demandé de poursuivre en tant qu'entraîneur adjoint à Holy Cross et lui ont même fait de solides recommandations .
Daigneault est ensuite entraîneur adjoint des Gators de la Floride de 2010 à 2014, puis entraîneur principal du Blue d'Oklahoma City en NBA G League, équipe affiliée au Thunder d’Oklahoma City de la NBA, de 2014 à 2019. Au cours de la saison 2019-2020, Daigneault s’est joint au Thunder à titre d’entraîneur adjoint, sous les ordres de Billy Donovan, avec qui il avait travaillé avec les Gators plusieurs années auparavant. 
Le 11 novembre 2020, le Thunder promeut Daigneault en tant qu'entraîneur principal de l'équipe.
Lors de la saison régulière 2023-2024, le Thunder réalise une grande progression collective, terminant à la première place de la conférence Ouest, alors que l'équipe n'avait pas participé aux playoffs la saison précédente. Cette saison lui permet de glaner le titre de NBA Coach of the Year.

## Palmarès
- NBA Coach of the Year en 2024.
- Champion NBA en 2025

## Statistiques
| Entraîneur de l'année | Participation en playoffs |